# Города Беларуси
Города́ Беларуси (бел. Гарады Беларусі) — список населённых пунктов Беларуси, которые согласно действующему законодательству отнесены к категории городов. Многие города, включая Минск, столицу страны, были основаны ещё во времена Древней Руси. Самыми старыми городами считаются Полоцк и Витебск, упоминаемые в Первоначальной летописи под 862 и 974 годами соответственно. Разделение городов на города областного и районного подчинения было введено в 1930-е годы и сохранено в постсоветское время.

## Города в БССР
Разделение городов на города областного подчинения и города районного подчинения было установлено в 1938 году Указом Президиума Верховного Совета БССР «О классификации населённых пунктов Белорусской ССР». В нём же был составлен новый список из 11 городов областного и 24 городов районного подчинения (без Западной Беларуси):
| №  | Город     | Область     | Категория                                                        |    | №             | Город       | Область              | Категория            |
| -- | --------- | ----------- | ---------------------------------------------------------------- | -- | ------------- | ----------- | -------------------- | -------------------- |
| 1  | Бобруйск  | Могилёвская | Областного подчинения                                            |    | 19            | Дубровно    | Витебская            | Районного подчинения |
| 2  | Борисов   | Минская     | Областного подчинения                                            | 20 | Жлобин        | Гомельская  | Районного подчинения |                      |
| 3  | Витебск   | Витебская   | Областного подчинения                                            | 21 | Калинковичи   | Полесская   | Районного подчинения |                      |
| 4  | Гомель    | Гомельская  | Областного подчинения                                            | 22 | Климовичи     | Могилёвская | Районного подчинения |                      |
| 5  | Минск     | Минская     | Особый статус столицы (не входит ни в состав района, ни области) | 23 | Костюковичи   | Могилёвская | Районного подчинения |                      |
| 6  | Могилёв   | Могилёвская | Областного подчинения                                            | 24 | Кричев        | Могилёвская | Районного подчинения |                      |
| 7  | Мозырь    | Полесская   | Областного подчинения                                            | 25 | Лепель        | Витебская   | Районного подчинения |                      |
| 8  | Орша      | Витебская   | Областного подчинения                                            | 26 | Мстиславль    | Могилёвская | Районного подчинения |                      |
| 9  | Полоцк    | Витебская   | Областного подчинения                                            | 27 | Осиповичи     | Могилёвская | Районного подчинения |                      |
| 10 | Речица    | Гомельская  | Областного подчинения                                            | 28 | Петриков      | Полесская   | Районного подчинения |                      |
| 11 | Слуцк     | Минская     | Областного подчинения                                            | 29 | Рогачёв       | Гомельская  | Районного подчинения |                      |
| 12 | Быхов     | Могилёвская | Районного подчинения                                             | 30 | Сенно         | Витебская   | Районного подчинения |                      |
| 13 | Ветка     | Гомельская  | Районного подчинения                                             | 31 | Старые Дороги | Минская     | Районного подчинения |                      |
| 14 | Горки     | Могилёвская | Районного подчинения                                             | 32 | Чаусы         | Могилёвская | Районного подчинения |                      |
| 15 | Городок   | Витебская   | Районного подчинения                                             | 33 | Червень       | Минская     | Районного подчинения |                      |
| 16 | Дзержинск | Минская     | Районного подчинения                                             | 34 | Чериков       | Могилёвская | Районного подчинения |                      |
| 17 | Добруш    | Гомельская  | Районного подчинения                                             | 35 | Шклов         | Могилёвская | Районного подчинения |                      |
| 18 | Дрисса    | Витебская   | Районного подчинения                                             |    |               |             |                      |                      |

## Города в Западной Беларуси до 1939 года
До 1939 года Западная Беларусь находилась в составе Польши. В тот период на этой территории существовали три категории городов (город-центр воеводства, город-центр повета, город-центр гмины), а также значительно более многочисленные местечки, имевшие промежуточный статус между городом и сельскими населёнными пунктами. Ниже перечислены населённые пункты, которые имели официальный статус города, в Западной Беларуси в период её нахождения в составе Польши (указаны только те из них, которые находились на современной территории Беларуси):
Города — центры воеводств: Новогрудок, Брест (официально именовавшийся Брест-над-Бугом).
Города — центры поветов: Гродно, Волковыск, Брацлав, Поставы, Глубокое, Вилейка, Молодечно, Ошмяны, Воложин, Лида, Щучин, Столбцы, Слоним, Барановичи, Несвиж, Пружаны, Ивацевичи, Лунинец, Кобрин, Дрогичин, Пинск, Столин.
Города — центры гмин (курсивом указаны города, которые после присоединения к Белорусской ССР утратили этот статус и впоследствии не восстановили его до настоящего времени): Клецк, Ляховичи, Раков Молодецкий, Дятлово, Ивенец, Ивье, Мир, Докшицы, Дисна, Радошковичи, Сморгонь, Индура, Скидель, Свислочь, Зельва, Берёза Картузская, Давид-Городок, Каменец Литовский, Коссов, Лунинец, Пружаны, Ружаны, Высокое Литовское, Шерешёво, Антополь, Городная, Иваново, Кожан-Городок, Лахва, Логишин, Мотоль.

## Города в БССР после 1939 года
В 1939 году в результате раздела Польши между нацистской Германией и СССР, территории восточной части Польши, в которых проживали по большей части белорусы (также известная как Западная Беларусь), отошли к Советскому Союзу и были включены в состав Белорусской ССР. В Белорусской ССР были образованы 5 новых областей: Барановичская с центром в городе Барановичи, Белостокская с центром в городе Белостоке, Брестская с центром в городе Бресте, Вилейская с центром в городе Вилейка, а также Пинская с центром в городе Пинске. Вильно же и прилегающие территории, которые также отошли Советскому Союзу, был передан независимой Литовской Республике в результате советско-литовского договора от 10 октября 1939 года о взаимопомощи ещё до официального включения Западной Беларуси в состав БССР.
В 1940 году — прежнее деление областей, образованных на территории Западной Беларуси, на уезды (поветы) было упразднено и установлено деление на административные районы. Число же вновь образованных районов превышало число прежних уездов (поветов). Наиболее крупные западнобелорусские поселения (Белосток, Лида, Гродно, Брест, Клецк, Воложин, Несвиж, Новогрудок и многие другие) официально получили статусы городов. 3 августа Литва стала частью СССР, после чего часть территории БССР (Свенцянский район с центром в городе Свенцяны, часть территорий некоторых других районов Вилейской и Белостокской областей) были переданы Литовской ССР.
В 1944 году, после освобождения от немецко-фашистской оккупации, были произведены изменения административно-территориального устройства Белорусской ССР. Так город Молодечно был отнесён к категории городов областного подчинения и стал новым центром Вилейской области, которая была переименована в Молодечненскую. Также в этот год были созданы новые Бобруйская, Гродненская и Полоцкая области.
В 1945 году посёлок Пропойск преобразован в город и переименован в Славгород; в результате советско-польского договора от 16 августа Белосток и прилегающие территории (с городами Августов, Бельск, Граево, Замбров, Кольно, Лапы, Ломжа, Соколка, Цехановец, Гайновка, Семятичи) отошли вновь к Польше. Советско-польская граница стала проходить почти по линии Керзона, учреждённой ещё в 1919 году.
В 1946 году город Минск был отнесён к категории городов республиканского подчинения.
В 1955 году посёлки Толочин, Мосты и Марьина Горка были преобразованы в города районного подчинения.
В 1961 году посёлок Шатилки был отнесён к категории городов районного подчинения и переименован в Светлогорск.
В 1962 году посёлок Щучин был отнесён к категории городов районного подчинения.
В 1963 году города Кобрин, Лунинец, Лепель, Добруш, Жлобин, Калинковичи, Светлогорск, Волковыск, Новогрудок, Слоним, Кричев, Осиповичи, Жодино, Солигорск и Новополоцк преобразованы в города областного подчинения.
В 1966 году посёлки Ивацевичи и Чашники были отнесены к категории городов районного подчинения.
В 1967 году посёлки Дрогичин и Хойники были преобразованы в города районного подчинения.
В 1968 году посёлки Березино, Любань и Смолевичи были преобразованы в города районного подчинения.
В 1970 году посёлки Новолукомль, Белоозёрск, Жабинка и Малорита были преобразованы в города районного подчинения.
В 1971 году посёлки Иваново, Ельск, Наровля, Чечерск, Житковичи, Василевичи и Буда-Кошелёво были преобразованы в города районного подчинения.
В 1972 году посёлки Барань и Миоры были преобразованы в города районного подчинения.
В 1973 году посёлок Ганцевичи преобразован в город районного подчинения.
В 1974 году посёлок Скидель получил статус города районного подчинения.
В 1978 году город Рогачёв был отнесён к категории городов областного подчинения.
В 1982 году города Горки и Дзержинск были отнесены к категории городов областного подчинения.
В 1983 году посёлок Каменец был отнесён к категории городов районного подчинения.
В 1984 году посёлок Копыль был отнесён к категории городов районного подчинения.
В 1985 году посёлок Заславль был отнесён к категории городов районного подчинения.
В 1987 году город Заславль был отнесён к категории городов областного подчинения.
В 1990 году посёлки Дятлово и Берёзовка были отнесены к категории городов районного подчинения.
В 1991 году посёлок Крупки был отнесён к категории городов районного подчинения.

## Города в Республике Беларусь
В Беларуси критерии отнесения населённых пунктов к категориям установлены Законом Республики Беларусь от 5 мая 1998 г. № 154-З «Об административно-территориальном делении и порядке решения вопросов административно-территориального устройства Республики Беларусь». Согласно статье 8 этого закона, города делятся на следующие подкатегории:
- город Минск — столица Республики Беларусь;
- города областного подчинения — наиболее крупные населённые пункты (с численностью населения не менее 50 тысяч человек), являющиеся административными и крупными экономическими и культурными центрами с развитой производственной и социальной инфраструктурой;
- города районного подчинения — населённые пункты с численностью населения не менее 6 тысяч человек, имеющие промышленные предприятия, сеть учреждений социально-культурного и бытового назначения, с перспективами дальнейшего развития и роста численности населения.

Некоторые города (Туров, Высокое, Василевичи, Дисна, Коссово и другие) имеют население меньше 6 тысяч человек.
Города могут быть как территориальными, так и административно-территориальными единицами. Если город является административно-территориальной единицей, то в нём создаются свои органы местного управления (местные исполнительные комитеты) и самоуправления (местные Советы депутатов). Минск и города областного подчинения являются административно-территориальными единицами. Минский городской исполнительный комитет принадлежит уровню областных исполнительных комитетов, а исполнительные комитеты городов областного подчинения — базовому (наравне с исполнительными комитетами районов). Города районного подчинения могут быть как административно-территориальными, так и территориальными единицами. Если город районного подчинения является административно-территориальной единицей, то его исполнительный комитет принадлежит первичному уровню (наравне с сельскими и посёлковыми исполнительными комитетами).
Уровни городских Советов депутатов (первичный, базовый, областной) те же, только Минский городской Совет обладает правами не только областного, но и базового Совета.
Некоторые, особо большие города (Минск), остальные 5 областных центров, а также Бобруйск), делятся на городские районы (статья 3 Закона № 154-З). В них создаются местные администрации, которые являются органами местного управления (статья 11 Закона № 617-XII). Местные администрации подконтрольные в своей деятельности городским исполнительным комитетам и городским Советам депутатов.
На 1 января 1992 года в Беларуси насчитывалось 102 города, из которых 1 город республиканского подчинения (Минск), 36 городов областного подчинения и остальные районного. Однако с 1995 года началось объединение исполкомов многих городов районного подчинения, являвшихся районными центрами, и одноимённых районов. Также это коснулось и 26 городов областного подчинения (Лида, Лунинец, Лепель, Добруш, Калинковичи, Рогачёв, Волковыск, Новогрудок, Вилейка, Дзержинск, Горки, Кричев, Осиповичи, Кобрин, Жлобин, Светлогорск, Речица, Слоним, Слуцк, Молодечно, Мозырь, Солигорск, Борисов, Заславль). В это же время, некоторые посёлки получили статус города (Микашевичи в Брестской области; Ивье, Свислочь и Островец в Гродненской области; Крупки, Логойск, Мядель, Узда и Фаниполь в Минской области; Кировск, Кличев, Круглое и Белыничи в Могилёвской области, Туров Гомельской области).
14 января 2013 года города Орша и Полоцк лишены статуса города областного подчинения.
На конец 2017 года 115 населённых пунктов имели статус города, из них:
- 11 городов республиканского и областного подчинения;
- 104 городов районного подчинения.

### Список городов

#### Брестская область
| Герб | Название                           | Прежние названия                             | Дата основания (либо дата первого упоминания) | Район         | Население, тыс. чел. (на 1 января 2024 года) |
| ---- | ---------------------------------- | -------------------------------------------- | --------------------------------------------- | ------------- | -------------------------------------------- |
|      | Брест (бел. Брэст)                 | Берестье, Брест-Литовск, Брест-над-Бугом     | 1019                                          | Брестский     | 344,5                                        |
|      | Барановичи (бел. Баранавічы)       | Барановичи-Развадово                         | 1871                                          | Барановичский | 171,4                                        |
|      | Пинск (бел. Пінск)                 | Пиньск, Пинеск                               | 1097                                          | Пинский       | 124,3                                        |
|      | Кобрин (бел. Кобрын)               | Кобринь                                      | 1287                                          | Кобринский    | 52,6                                         |
|      | Берёза (бел. Бяроза)               | Берёза-Картуска                              | 1477                                          | Берёзовский   | 28,4                                         |
|      | Лунинец (бел. Лунінец)             | Малый Лулин, Лулинец, Луненец, Лунинец Малый | 1449                                          | Лунинецкий    | 23,6                                         |
|      | Ивацевичи (бел. Івацэвічы)         | Ивачевичи                                    | 1654                                          | Ивацевичский  | 22,4                                         |
|      | Пружаны (бел. Пружаны)             | Добучин                                      | 1487                                          | Пружанский    | 19                                           |
|      | Иваново (бел. Іванава)             | Порхово, Яново, Янов-Полесский, Янов         | 1423                                          | Ивановский    | 16,2                                         |
|      | Дрогичин (бел. Драгічын)           | Довечоровичи, Дорогичин, Дрогичин-Полесский  | 1452                                          | Дрогичинский  | 14,8                                         |
|      | Жабинка (бел. Жабінка)             |                                              | 1871                                          | Жабинковский  | 14,4                                         |
|      | Столин (бел. Столін)               | Столинь                                      | 1555                                          | Столинский    | 13,8                                         |
|      | Ганцевичи (бел. Ганцавічы)         |                                              | 1898                                          | Ганцевичский  | 13,4                                         |
|      | Малорита (бел. Маларыта)           | Малая Рита                                   | 1566                                          | Малоритский   | 12,7                                         |
|      | Микашевичи (бел. Мікашэвічы)       |                                              | 1785                                          | Лунинецкий    | 12,2                                         |
|      | Белоозёрск (бел. Белаазёрск)       | Нивка, Берёзовский                           | 1958                                          | Берёзовский   | 11                                           |
|      | Ляховичи (бел. Ляхавічы)           |                                              | 1572                                          | Ляховичский   | 10,6                                         |
|      | Каменец (бел. Камянец)             | Каменец-Литовский                            | 1276                                          | Каменецкий    | 8,3                                          |
|      | Давид-Городок (бел. Давыд-Гарадок) |                                              | 1127                                          | Столинский    | 5,7                                          |
|      | Высокое (бел. Высокае)             | Высокий Город, Высоко-Литовск                | XIV век                                       | Каменецкий    | 4,9                                          |
|      | Коссово (бел. Косава)              | Ко́сов                                        | 1494                                          | Ивацевичский  | 1,9                                          |

#### Витебская область
| Герб | Название                                     | Прежние названия                                         | Дата основания (либо дата первого упоминания) | Район          | Население, тыс. чел. (на 1 января 2024 года) |
| ---- | -------------------------------------------- | -------------------------------------------------------- | --------------------------------------------- | -------------- | -------------------------------------------- |
|      | Витебск (бел. Віцебск)                       | Витепск, Видбеск, Видебск, Витепеск, Витьбеск, Витенбеке | 974                                           | Витебский      | 358,4                                        |
|      | Орша (бел. Орша)                             |                                                          | 1067                                          | Оршанский      | 102,8                                        |
|      | Новополоцк (бел. Наваполацк)                 | Пионерский, Полоцкий                                     | 1958                                          | Полоцкий       | 95,7                                         |
|      | Полоцк (бел. Полацк)                         | Полотеск, Полотьск, Плоцеке                              | 862                                           | Полоцкий       | 79,6                                         |
|      | Поставы (бел. Паставы)                       | Посадник                                                 | 1409                                          | Поставский     | 18,6                                         |
|      | Глубокое (бел. Глыбокае)                     |                                                          | 1414                                          | Глубокский     | 17,7                                         |
|      | Лепель (бел. Лепель)                         | Старый Лепель                                            | 1439                                          | Лепельский     | 17,1                                         |
|      | Новолукомль (бел. Новалукомль, Новалукомаль) | Лукомль                                                  | 1964                                          | Чашникский     | 11,8                                         |
|      | Городок (бел. Гарадок)                       |                                                          | XIII век                                      | Городокский    | 11,5                                         |
|      | Барань (бел. Барань)                         | Старая Барань                                            | 1598                                          | Оршанский      | 10,2                                         |
|      | Толочин (бел. Талачын)                       |                                                          | 1433                                          | Толочинский    | 9,7                                          |
|      | Браслав (бел. Браслаў)                       | Брячиславль, Браславль, Браславль-Завельский             | 1065                                          | Браславский    | 9,4                                          |
|      | Миоры (бел. Міёры, Мёры)                     | Мерея, Меры, Миры                                        | 1514                                          | Миорский       | 7,8                                          |
|      | Чашники (бел. Чашнікі)                       |                                                          | 1504                                          | Чашникский     | 7,7                                          |
|      | Сенно (бел. Сянно, Сенна)                    | Сенна, Сенное                                            | 1442                                          | Сенненский     | 7,1                                          |
|      | Верхнедвинск (бел. Верхнядзвінск)            | Дрысь, Дриса, Дриза                                      | 1386                                          | Верхнедвинский | 6,9                                          |
|      | Дубровно (бел. Дуброўна)                     |                                                          | 1773                                          | Дубровенский   | 6,9                                          |
|      | Докшицы (бел. Докшыцы)                       |                                                          | 1407                                          | Докшицкий      | 6,7                                          |
|      | Дисна (бел. Дзісна)                          | Копец-городок                                            | 1461                                          | Миорский       | 1,4                                          |

#### Гомельская область
| Герб | Название                           | Прежние названия                        | Дата основания (либо дата первого упоминания)                                            | Район             | Население, тыс. чел. (на 1 января 2024 года) |
| ---- | ---------------------------------- | --------------------------------------- | ---------------------------------------------------------------------------------------- | ----------------- | -------------------------------------------- |
|      | Гомель (бел. Гомель)               | Гомий, Гомей, Гомин, Гом, Гомье, Хемль  | 1142                                                                                     | Гомельский        | 501,1                                        |
|      | Мозырь (бел. Мазыр)                | Мозр, Мозыр                             | 1155                                                                                     | Мозырский         | 105,2                                        |
|      | Жлобин (бел. Жлобін)               | Злобин                                  | XV век                                                                                   | Жлобинский        | 76,8                                         |
|      | Речица (бел. Рэчыца)               |                                         | 1213                                                                                     | Речицкий          | 65,2                                         |
|      | Светлогорск (бел. Светлагорск)     | Шатилинский Остров, Шатиловичи, Шатилки | 1961 (как город) 1560 (первое упоминание деревни Шатилки, на основе которой он построен) | Светлогорский     | 62,6                                         |
|      | Калинковичи (бел. Калінкавічы)     | Каленковичи                             | 1560                                                                                     | Калинковичский    | 36,9                                         |
|      | Рогачёв (бел. Рагачоў)             |                                         | 1142                                                                                     | Рогачёвский       | 31,8                                         |
|      | Добруш (бел. Добруш)               |                                         | 1335                                                                                     | Добрушский        | 18,1                                         |
|      | Житковичи (бел. Жыткавічы)         | Жидковичи                               | 1500                                                                                     | Житковичский      | 16                                           |
|      | Хойники (бел. Хойнікі, Хвайнікі)   | Хвойнички                               | 1512                                                                                     | Хойникский        | 13,2                                         |
|      | Петриков (бел. Петрыкаў)           |                                         | 1523                                                                                     | Петриковский      | 10,4                                         |
|      | Чечерск (бел. Чачэрск)             | Чичерск                                 | 1159                                                                                     | Чечерский         | 8,9                                          |
|      | Ельск (бел. Ельск)                 | Королин                                 | XVI век                                                                                  | Ельский           | 8,7                                          |
|      | Буда-Кошелёво (бел. Буда-Кашалёва) | Буда                                    | 1824                                                                                     | Буда- Кошелёвский | 8,6                                          |
|      | Ветка (бел. Ветка)                 |                                         | 1685                                                                                     | Ветковский        | 8,6                                          |
|      | Наровля (бел. Нароўля)             |                                         | 1406                                                                                     | Наровлянский      | 8,4                                          |
|      | Василевичи (бел. Васілевічы)       |                                         | XVI век                                                                                  | Речицкий          | 3,2                                          |
|      | Туров (бел. Тураў)                 |                                         | 980                                                                                      | Житковичский      | 2,8                                          |

#### Гродненская область
| Герб | Название                                 | Прежние названия                                                                                              | Дата основания (либо дата первого упоминания) | Район        | Население, тыс. чел. (на 1 января 2024 года) |
| ---- | ---------------------------------------- | --- | --------------------------------------------- | ------------ | -------------------------------------------- |
|      | Гродно (бел. Гродна)                     | Городен, Городно, Гародня                                                                                     | 1128                                          | Гродненский  | 361,1                                        |
|      | Лида (бел. Ліда)                         | | 1323                                          | Лидский      | 103,9                                        |
|      | Слоним (бел. Слонім)                     | Услоним, Вслоним                                                                                              | 1252                                          | Слонимский   | 48,9                                         |
|      | Волковыск (бел. Ваўкавыск)               | Волковысек, Волковыйск                                                                                        | 1005                                          | Волковысский | 41,5                                         |
|      | Сморгонь (бел. Смаргонь)                 | Смургони, Сморгони                                                                                            | 1503                                          | Сморгонский  | 35,4                                         |
|      | Новогрудок (бел. Навагрудак, Наваградак) | Новогород, Новгородок, Новый Городок                                                                          | 1044                                          | Новогрудский | 27,9                                         |
|      | Ошмяны (бел. Ашмяны)                     | | 1341                                          | Ошмянский    | 16,8                                         |
|      | Щучин (бел. Шчучын)                      | | 1487                                          | Щучинский    | 15,4                                         |
|      | Островец (бел. Астравец)                 | | 1468                                          | Островецкий  | 15,1                                         |
|      | Мосты (бел. Масты)                       | | 1486                                          | Мостовский   | 14,4                                         |
|      | Скидель (бел. Скідзель, Скідаль)         | Скидаль | 1508                                          | Гродненский  | 9,7                                          |
|      | Берёзовка (бел. Бярозаўка)               | | XIX век                                       | Лидский      | 9,5                                          |
|      | Дятлово (бел. Дзятлава)                  | Здетел, Здетель, Здентел, Здентель, Зденчаль, Зетель, Зетеля, Зетял, Дентел, Дентёлки, Дентёл, Зетел, Здечало | 1498                                          | Дятловский   | 7,8                                          |
|      | Ивье (бел. Іўе)                          | Ивь | 1444                                          | Ивьевский    | 7,1                                          |
|      | Свислочь (бел. Свіслач)                  | | 1256                                          | Свислочский  | 6                                            |

#### Могилёвская область
| Герб | Название                       | Прежние названия             | Дата основания (либо дата первого упоминания) | Район          | Население, тыс. чел. (на 1 января 2024 года) |
| ---- | ------------------------------ | ---------------------------- | --------------------------------------------- | -------------- | -------------------------------------------- |
|      | Могилёв (бел. Магілёў)         |                              | 1267                                          | Могилёвский    | 353,1                                        |
|      | Бобруйск (бел. Бабруйск)       | Бобрусек, Бобруеск, Бобровск | 1387                                          | Бобруйский     | 207,4                                        |
|      | Осиповичи (бел. Асіповічы)     |                              | 1872                                          | Осиповичский   | 29,1                                         |
|      | Горки (бел. Горкі)             | Горы-Горки                   | 1544                                          | Горецкий       | 29                                           |
|      | Кричев (бел. Крычаў)           | Кречут                       | 1136                                          | Кричевский     | 23,3                                         |
|      | Быхов (бел. Быхаў)             |                              | 1430                                          | Быховский      | 16,4                                         |
|      | Климовичи (бел. Клімавічы)     |                              | 1581                                          | Климовичский   | 15                                           |
|      | Костюковичи (бел. Касцюковічы) | Костюково                    | XVI век                                       | Костюковичский | 14,9                                         |
|      | Шклов (бел. Шклоў)             |                              | 1535                                          | Шкловский      | 14,9                                         |
|      | Мстиславль (бел. Мсціслаў)     |                              | 1135                                          | Мстиславский   | 10                                           |
|      | Чаусы (бел. Чавусы)            | Чаусовичи                    | XVI век                                       | Чаусский       | 9,8                                          |
|      | Белыничи (бел. Бялынічы)       | Белогородок                  | 1577                                          | Белыничский    | 9,7                                          |
|      | Кировск (бел. Кіраўск)         | Старцы                       | XIX век                                       | Кировский      | 7,9                                          |
|      | Чериков (бел. Чэрыкаў)         |                              | 1604                                          | Чериковский    | 7,8                                          |
|      | Славгород (бел. Слаўгарад)     | Прупой, Пропошеск, Пропойск  | 1136                                          | Славгородский  | 7,8                                          |
|      | Кличев (бел. Клічаў)           | Кличево                      | 1592                                          | Кличевский     | 7,3                                          |
|      | Круглое (бел. Круглае)         |                              | 1524                                          | Круглянский    | 7,2                                          |

#### Минская область
| Герб | Название                               | Прежние названия                                          | Дата основания (либо дата первого упоминания) | Район          | Население, тыс. чел. (на 1 января 2024 года) |
| ---- | -------------------------------------- | --------------------------------------------------------- | --------------------------------------------- | -------------- | -------------------------------------------- |
|      | Минск (бел. Мінск)                     | Меньск, Менск, Миньск, Минск-Литовский, Менск-Белорусский | 1067                                          | Минский        | 1992,9                                       |
|      | Борисов (бел. Барысаў)                 |                                                           | 1102                                          | Борисовский    | 135,7                                        |
|      | Солигорск (бел. Салігорск)             | Ново-Старобинск                                           | 1958                                          | Солигорский    | 97,8                                         |
|      | Молодечно (бел. Маладзечна, Маладэчна) |                                                           | 1388                                          | Молодечненский | 89,1                                         |
|      | Жодино (бел. Жодзіна)                  | Богуслав Поле, Жодинская Слобода                          | 1643                                          | Смолевичский   | 63,7                                         |
|      | Слуцк (бел. Слуцк)                     | Случеск, Слуцек                                           | 1005                                          | Слуцкий        | 60,1                                         |
|      | Дзержинск (бел. Дзяржынск)             | Койданово, Крутогорье                                     | XII век                                       | Дзержинский    | 29,8                                         |
|      | Вилейка (бел. Вілейка)                 | Велейское, Велейка, Вилия, Вилья                          | 1460                                          | Вилейский      | 26,6                                         |
|      | Смолевичи (бел. Смалявічы)             | Смольневичи                                               | 1448                                          | Смолевичский   | 22,7                                         |
|      | Марьина Горка (бел. Мар’іна Горка)     |                                                           | XVI век                                       | Пуховичский    | 20,1                                         |
|      | Фаниполь (бел. Фаніпаль)               |                                                           | 1856                                          | Дзержинский    | 18,3                                         |
|      | Столбцы (бел. Стоўбцы)                 |                                                           | 1511                                          | Столбцовский   | 17,7                                         |
|      | Заславль (бел. Заслаўе)                | Изяславль, Ижеславль, Жеславль, Заслав                    | 985                                           | Минский        | 17,4                                         |
|      | Несвиж (бел. Нясвіж)                   |                                                           | 1223                                          | Несвижский     | 16                                           |
|      | Логойск (бел. Лагойск)                 | Логожск, Логожеск                                         | 1078                                          | Логойский      | 15,6                                         |
|      | Березино (бел. Беразіно)               | Березень, Березень-Игуменская                             | 1501                                          | Березинский    | 11,4                                         |
|      | Любань (бел. Любань)                   |                                                           | 1566                                          | Любанский      | 11,3                                         |
|      | Клецк (бел. Клецк)                     | Клеческ                                                   | 1127                                          | Клецкий        | 11,2                                         |
|      | Старые Дороги (бел. Старыя Дарогі)     | Дороги                                                    | 1524                                          | Стародорожский | 10,9                                         |
|      | Узда (бел. Узда)                       |                                                           | 1450                                          | Узденский      | 10,6                                         |
|      | Червень (бел. Чэрвень)                 | Гумен, Игумен                                             | 1387                                          | Червенский     | 10,5                                         |
|      | Копыль (бел. Капыль)                   |                                                           | 1006                                          | Копыльский     | 10                                           |
|      | Воложин (бел. Валожын)                 |                                                           | XIV век                                       | Воложинский    | 10                                           |
|      | Крупки (бел. Крупкі)                   |                                                           | 1575                                          | Крупский       | 8,4                                          |
|      | Мядель (бел. Мядзел)                   | Медело, Меднол, Медюль, Медела, Медила                    | 1324                                          | Мядельский     | 7                                            |

## Карта
Легенда карты:
 Столица; самостоятельная административно-территориальная единица
 Города областного подчинения
 Города районного подчинения